# 丹耀大厦
39°54′45″N 116°24′44″E / 39.9126155°N 116.412104°E

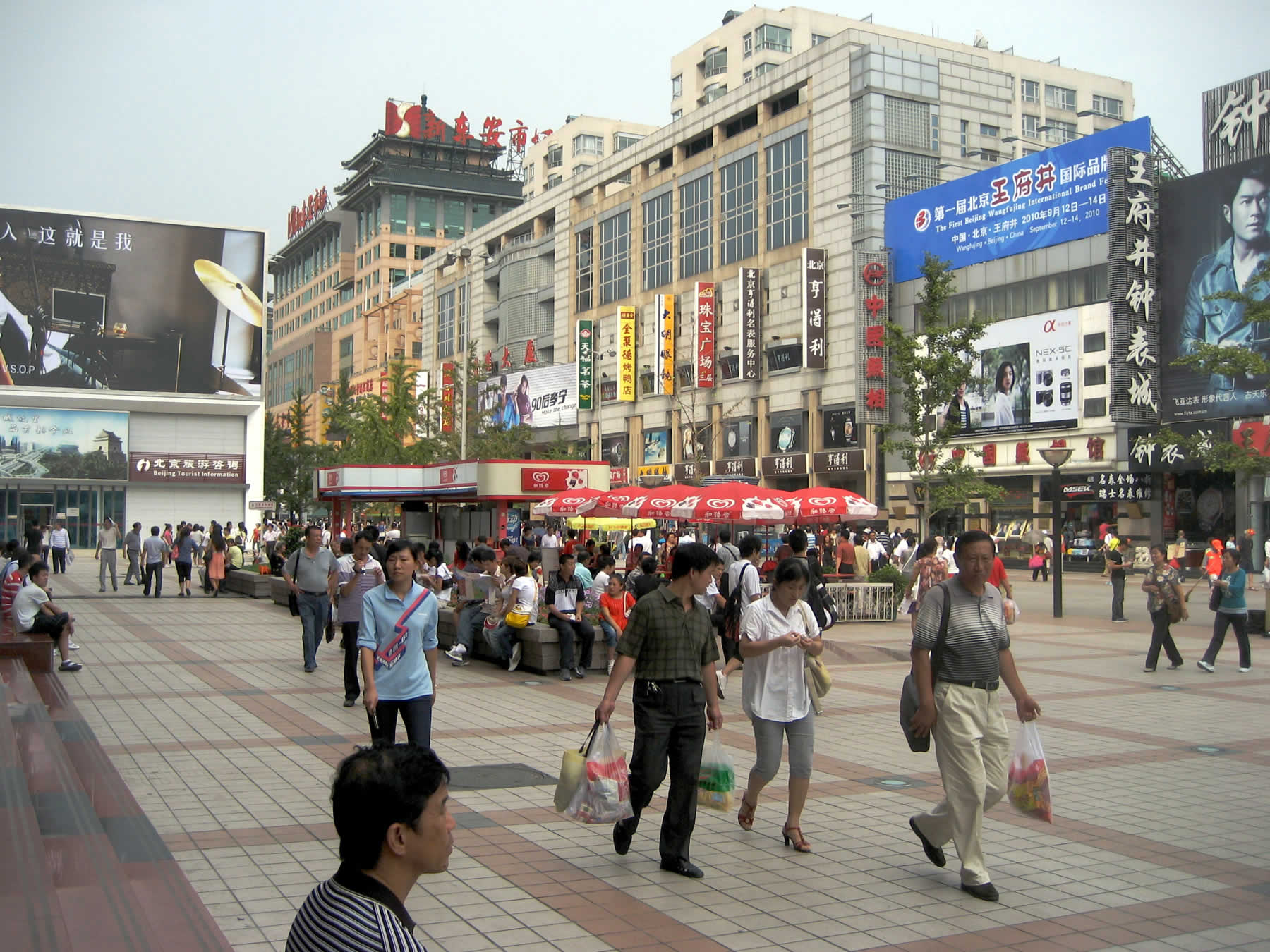
丹耀大厦

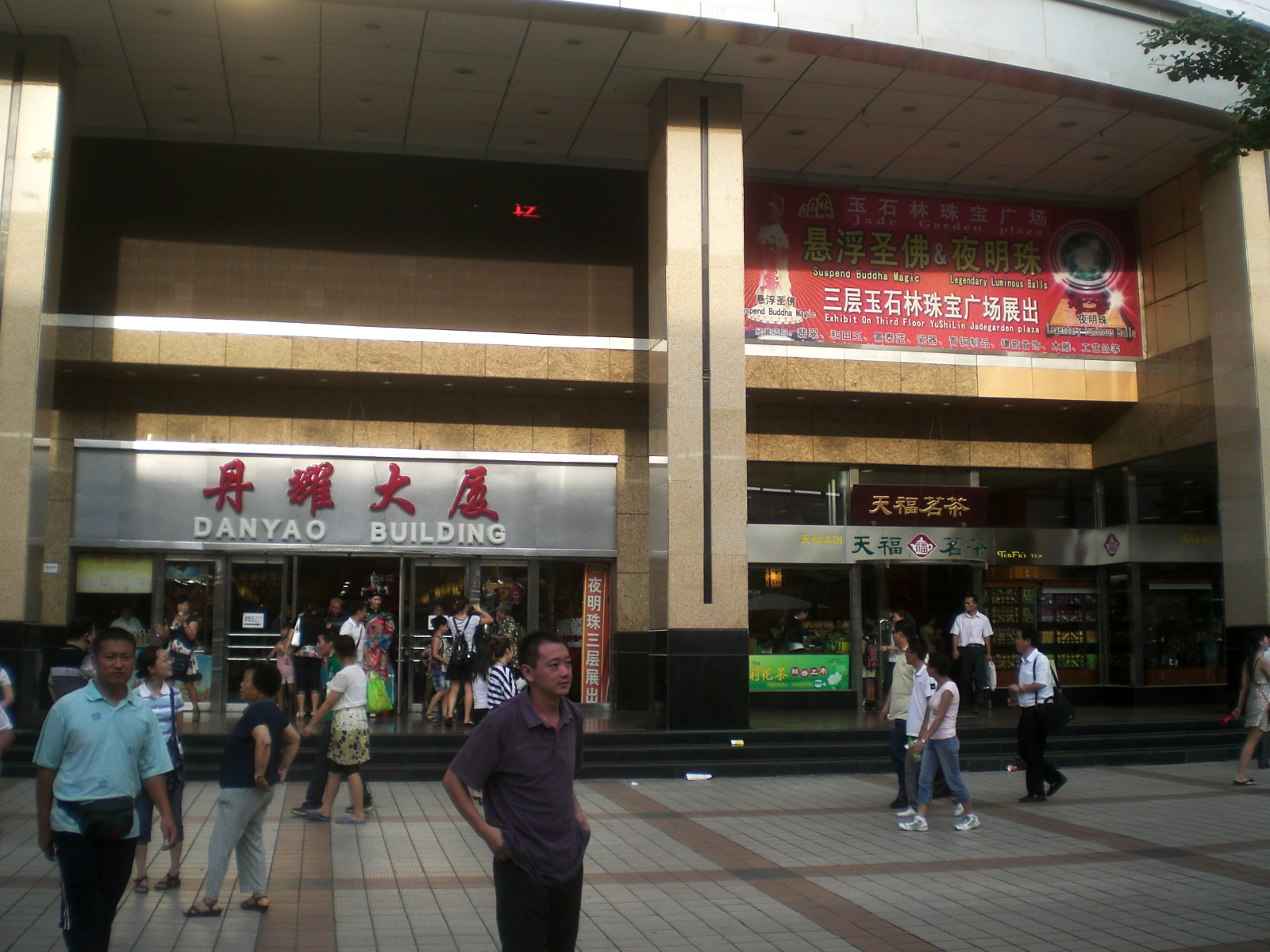
丹耀大厦

丹耀大厦是位于中国北京市东城区王府井大街172号的一座商厦。

## 简介
丹耀公司是中外合作企业，于1993年成立，注册资本1167万美元，投资总额3500万美元，经营期限50年。1996年，公司名称变更为“北京丹耀房地产有限公司”。丹枫控股持有85%股权。法定代表人为赵胜利。
1995年，龚如心以私人持23.1%股权的香港上市公司丹枫控股开始在北京投资房地产，先后投资了绿屋百货、丹耀大厦、吉祥大厦等项目。其中，丹耀大厦于2001年底建成，地下一层到地上五层为丹耀商场，地上六层以上是公寓。该大厦公寓的出售率不高，是以出租为主。
开业不到一年的丹耀大厦，一直主要经营百货，因无经营特色，经营不善。2002年，三和百货入驻丹耀大厦，将其改建为北京市第一家也是最大的食品专卖商厦，名为“三和食品”。1.9万平方米、五层楼的面积全部用于经营食品。三和食品大厦于2002年8月开张，但由于经营出现问题，很快便于2002年10月转型，打出广告称“二楼改营百货，地下一层设特卖场”。
自2003年开始，北京丹耀房地产有限公司因未能协助业主办理房产证、拖欠支付工程款等问题而被提起诉讼，均以败诉结案。根据已生效的法律文书，该公司应执行金额累计达到了1亿多元人民币。 2004年12月16日，丹枫控股有限公司以北京丹耀房地产有限公司无法偿还到期债务为由，向北京市第二中级人民法院提出了破产申请。
根据中逸会计师事务所的审计，截至2005年6月30日，北京丹耀房地产有限公司企业资产总额2.72亿元人民币，负债总额2.77亿元人民币，账面净资产-500万元，资产负债率101.84%。
2007年6月14日，北京市第二中级人民法院以民事裁定书宣告北京丹耀房地产有限公司破产，并且指定北京市企业清算事务所和北京市炜衡律师事务所为北京丹耀房地产有限公司破产管理人。因为《中华人民共和国企业破产法》已于2007年6月1日起正式实施，北京丹耀房地产有限公司破产案便成为该法实施后的中华人民共和国第一例破产案件。
与此同时，丹枫控股有限公司对正在拍卖清算当中的丹耀大厦再无兴趣。而且丹枫控股2007年年报显示，2007年2月，其全资子公司多宝龙以1.3亿元将吉祥大厦的股权出售给中国银泰集团；西单项目出售给中国联通等公司。这说明丹枫控股已撤出其在中国内地的大部分房地产投资项目。
2008年7月18日，丹耀大厦部分面积在北京产权交易所公开挂牌拍卖。自此，北京丹耀房地产有限公司破产案进入了清盘收尾阶段。